# Toda mujer (telenovela)
Toda mujer es una telenovela venezolana de 1999, producida por Venevisión. Es una historia original de Pilar Romero.
Protagonizada por Gabriela Vergara y Víctor Cámara, y con las participaciones antagónicas de Fabiola Colmenares y Daniel Alvarado. Cuenta con las actuaciones estelares de los primeros actores Mimí Lazo, Amanda Gutiérrez y Jean Carlo Simancas.

## Sinopsis
Todo en la vida de Manuela Mendoza parece estar en perfecto orden. Está a punto de casarse a Ricardo Tariffi, un arquitecto de una familia adinerada. Pero cuando todo parece ir bien, Manuela recibirán una sorpresa muy dolorosa. Durante los últimos 15 años, Ricardo ha estado viviendo una doble vida. Cuando tenía 18 años, tuvo un romance con una mujer mayor llamada a Celia Martínez, del cual tuvieron una hija, Elizabeth, que ahora tiene 14 años de edad. Ricardo no tiene sentimientos para Celia, pero nunca le abandonó porque tenía miedo de lastimar a su hija. Ricardo ha logrado ocultar su familia secreta de todo el mundo, especialmente de su propia familia conservadora que no entiende por qué su relación con una mujer de una clase inferior. 
Manuela descubre el secreto de Ricardo, ahora está dolida y destrozada deberá decidir entre dejar una vida infeliz por dejarle o perdonarlo. Escoge perdonarle. Ahora tiene que soportar el caos y la trasformación del paso de niña-adolescente de su hijastra, mientras también se enfrenta a la ira de Celia quién sigue amando con locura a Ricardo y hará todo lo posible para hacer la vida de Manuela muy desgraciada. Manuela intentará centrar su afecto hacia Elizabeth, mientras intenta soportar los sentimientos reprimidos y las humillaciones de su propia madre Margot, una mujer fría y egoísta a quién nunca la quiso y la dejó para ser educada por su tía y tío.

## Elenco
- Gabriela Vergara - Manuela Alejandra Mendoza Castillo
- Víctor Cámara - Ricardo Alfonso Tariffi Palacios
- Mimí Lazo - Celia Martínez Guerrero / Cecilia Martínez Guerrero
- Jean Carlo Simancas - Marcelo Bustamante
- Amanda Gutiérrez - Graciela Castillo de Bustamante
- Daniel Alvarado - Néstor Cordido
- Gigi Zanchetta - Verónica Velásquez
- Elba Escobar - Margot Castillo
- Elizabeth Morales - Joyce Sandoval
- Daniela Bascopé - Elizabeth Tariffi Martínez
- Jorge Reyes - Jorge Álvarez
- Asdrúbal Blanco - René Bustamante Castillo
- César Román - Moisés Cordido
- Javier Valcárcel - Gustavo Mendoza Castillo
- Yanis Chimaras - Juan Marcos Prieto
- Fabiola Colmenares - Katiuska Grun
- Sonia Villamizar - Nubia
- Nancy González - Hortensia Tariffi
- Adolfo Cubas - Renato Chacín
- Deyalit López - Yusmeri
- Isabel Moreno - Jade
- Adriana Romero - Laura Valentina
- Eva Moreno - Dra. Clara Rosa Arias
- Teresa Selma - La nona
- María Antonieta Gómez -
- Henry Galué -